# Federico Peña
Federico Peña Cereceda (Ovalle, 1 de julio de 1896 - Santiago, 5 de marzo de 1964) fue un abogado y político chileno, que se desempeñó como ministro de Estado —en la cartera de Tierras y Colonización— durante el gobierno del presidente Jorge Alessandri entre septiembre y diciembre de 1963.

## Vida
Sus padres eran Ismael Peña Villalón y Mercedes Cereceda Cortés. Contrajo matrimonio con Melita Federica Mohr Schüler en el año 1925.
Estudió en el Liceo de Hombres de La Serena, en la zona centro-norte del país, y luego derecho en la Universidad de Chile de la capital, donde se tituló de abogado en el año 1919.
Trabajó como inspector del Instituto Nacional de Santiago, uno de los principales establecimientos educacionales del país (1914-1920), y luego dio inicio a una larga carrera en el Poder Judicial de su país. Entre los cargos que ocupó se cuenta el de juez del Segundo Juzgado de Osorno, juez del Segundo Juzgado de Valdivia, juez del Primer Juzgado del Crimen de Valparaíso, juez del Segundo Juzgado del Crimen de Santiago y ministro de la Corte de Apelaciones de Valdivia.
En 1963 fue llamado por el presidente Alessandri Rodríguez para servir al país como ministro de Tierras y Colonización en su calidad de militante el Partido Radical (PR).
También fue director de la Oficina de Asuntos Indígenas.